# Steinkreis von Yonder Bognie

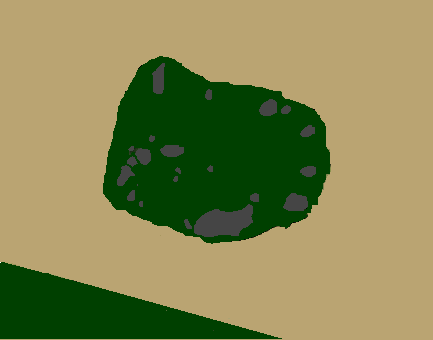
Luftbild – Steine in grau

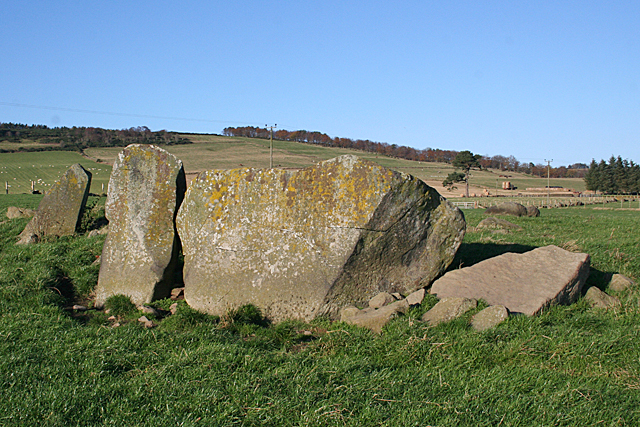
Yonder Bognie

Der Steinkreis von Yonder Bognie (auch Yonder Bognie Wardend oder Yonder Bognie Warden genannt) ist ein Steinkreis des Typs Recumbent Stone Circle (RSC) aus großen Basaltsteinen, die in der Höhe sanft zum Osten hin abfallen. Er liegt östlich der A97, beim Weiler Yonder Bognie, südlich von Marnoch in Aberdeenshire in Schottland. Merkmal der RSCs ist ein „liegender Stein“ begleitet von zwei stehenden, hohen, oft spitz zulaufenden „Flankensteinen“, (englisch flankers) die Teil des Kreises sind oder sich nahe dem Kreis befinden. Die am River Dee besonders häufigen Kreise wurden zwischen 2300 und 1800 v. Chr. errichtet. 
Der ovale Kreis misst etwa 16,0 auf 20,0 m. Der „liegende“ Stein ist 3,4 m lang, 1,5 m dick und 1,6 m hoch. Der östliche Flankenstein ist umgefallen und teilweise grasbedeckt. Zwischen dem Liegenden und dem westlichen Flankenstein besteht ein Abstand von 0,3 m. Die Kreissteine haben Höhen zwischen 1,0 und 1,8 m. Es gibt keinen Hinweis auf einen Hügel in der Mitte des Kreises.